# Anganamón
Anganamón o Anganamon, (Angka Nhamunh, mapudungún; "medio pie" o "en la mitad del pie") fue un destacado jefe militar mapuche que ofreció una enconada resistencia a los españoles a comienzos del siglo XVII.

## Biografía
Participó en la emboscada de la Curalaba el 23 de diciembre de 1598, en la que perdió la vida el Gobernador de Chile Martín García Oñez de Loyola. En abril de 1599 atacó junto a sus hombres Boroa, cerca de La Imperial, matando a 6 españoles y a los indígenas auxiliares. A finales de 1609, junto con notables como Pelantaro y Ainavilu, se enfrentó en batalla campal a las tropas del gobernador Alonso de Ribera, que obtuvieron la victoria, aunque no sin gran esfuerzo. 
En plenos años en que imperaba la política de "Guerra Defensiva" del padre jesuita Luis de Valdivia, los hombres de Anganamón participaron en el martirio de Elicura en diciembre de 1612, suceso en el cual dieron muerte a lanzazos a los sacerdotes de Martín de Aranda Valdivia, Horacio Vechi y Diego de Montalván, junto a los líderes mapuches que los acompañaban, entre ellos el lonco Utablame y el toqui Tereulipe, en acto de venganza por el hecho de que los hispanos no habían devuelto a tres esposas del jefe indígena, una de ellas española.